# 西布兰诺人
西布蘭諾人（学名：Homo cepranensis）是一個於1994年發現的人屬頭顱骨。這個化石是在義大利羅馬東南89公里弗羅西諾內省的西布蘭諾發現。
這個化石比西班牙前人的化石還要古老，估計屬於80-90萬年前。他的頭骨有直立人及其他後期物種，如海德堡人的特徵。現時所有的資料仍不足以進行全面的研究。